# Morgny
Morgny település Franciaországban, Eure megyében. Lakosainak száma 663 fő (2022. január 1.). Morgny Beauficel-en-Lyons, Bézu-la-Forêt, Bosquentin, Lilly, Longchamps, Lyons-la-Forêt, La Neuve-Grange, Nojeon-en-Vexin és Puchay községekkel határos.

## Népesség
A település népességének változása:
| Lakosok száma | 401  | 382  | 375  | 512  | 619  | 644  | 656  | 669  | 673  | 663  |
|               | 1968 | 1982 | 1990 | 2006 | 2013 | 2015 | 2017 | 2019 | 2020 | 2022 |